# Liste der Könige von Umma
Diese Liste enthält die Könige der südmesopotamischen Stadt Umma (um 2500–2347 v. Chr.):
- Pabilgagaltuku: um 2450. Ensi von Umma. In Gefangenschaft geraten unter Ur-Nanse von Lagaš[1].
- Ninta („Us“): um 2490. Griff Lagaš an und entfernte den Grenzstein des Mesilim, König von Kiš, im Lagaš Umma Krieg. Wurde von Eannatum von Lagaš besiegt[1][2].
- Enakale: um 2470. Regierte 8 Jahre. Schloss einen Friedensvertrag mit Eannatum von Lagaš, der auf der berühmten Geierstele festgehalten wurde[1].
- Urlumma: um 2460. Sohn von Enakale. Regierte 15 Jahre. Lehnte sich gegen den Friedensvertrag auf, wurde aber von Enmetena besiegt[1].
- Il: um 2450. Enkel von Eanakale. Regierte 12. Jahre. War gleichzeitig der Herrscher von Zabalam[1].
- Geššakidu: um 2390. Sohn von Il. Regierte 4 Jahre[1].
- Edin(?). Ein bis jetzt nur durch eine einzige Erwähnung belegter Ensi von Umma. Regierte zwischen 6 und 7 Jahren[1].
- Meanedu. Regierte 32 Jahre[1].
- Ušurdu. Regierte 9 Jahre[1].
- Ukuš („Uu“, „Bubu“). Vater von Lugal-Zagesi[1].
- Lugal-Zagesi: ca. 2375–2347. Eroberte ganz Sumer und war Herrscher über Umma, Lagaš und Uruk. Regierte 16-25 Jahre. 2347 v. Chr. wurde Lugal-Zagesi von Sargon von Akkad besiegt und Umma fiel an das Großreich von Akkad.